# Hede socken, Bohuslän
Hede socken i Bohuslän ingick i Sörbygdens härad, ingår sedan 1974 i Munkedals kommun och motsvarar från 2016 Hede distrikt.
Socknens areal är 82,86 kvadratkilometer, varav land 78,53. År 2000 fanns här 497 invånare. Kyrkbyn Hede med sockenkyrkan Hede kyrka ligger i socknen. 

## Administrativ historik
Hede socken har medeltida ursprung. 
Vid kommunreformen 1862 övergick socknens ansvar för de kyrkliga frågorna till Hede församling och för de borgerliga frågorna bildades Hede landskommun. Landskommunen inkorporerades 1952 i Sörbygdens landskommun som 1974 uppgick i Munkedals kommun. Församlingen uppgick 2006 i Sörbygdens församling.
1 januari 2016 inrättades distriktet Hede, med samma omfattning som församlingen hade 1999/2000.  
Socknen har tillhört län, fögderier, tingslag och domsagor enligt vad som beskrivs i artikeln Sörbygdens härad. De indelta soldaterna tillhörde Bohusläns regemente, Bullarens kompani och de indelta båtsmännen tillhörde 1:a Bohusläns båtsmanskompani.

## Geografi och natur
Hede socken ligger öster om Tanums socken, nordväst om Uddevalla med Kärnsjön i väster. Socknen har odlingsbygd i ådalar och har kuperad skogsbygd däromkring. .
Största insjö är Kärnsjön som delas med Svarteborgs och Håby socknar.
En sätesgård var Brattöns herrgård.
I Åboland fanns ett gästgiveri.

## Fornlämningar
Boplatser från stenåldern har påträffats. Från bronsåldern finns spridda gravrösen. Från järnåldern finns gravfält, stensättningar och domarringar.

## Befolkningsutveckling
| Befolkningsutveckling i Hede socken 1571-1910                                                | Befolkningsutveckling i Hede socken 1571-1910 | Befolkningsutveckling i Hede socken 1571-1910 | Befolkningsutveckling i Hede socken 1571-1910 | Befolkningsutveckling i Hede socken 1571-1910 |
| -------------------------------------------------------------------------------------------- | --------------------------------------------- | --------------------------------------------- | --------------------------------------------- | --------------------------------------------- |
|                                                                                              |                                               |                                               |                                               |                                               |
| År                                                                                           |                                               |                                               | Invånare                                      |                                               |
| 1571                                                                                         | 1571                                          |                                               | 122                                           | 122                                           |
| 1620                                                                                         | 1620                                          |                                               | 159                                           | 159                                           |
| 1699                                                                                         | 1699                                          |                                               | 511                                           | 511                                           |
| 1718                                                                                         | 1718                                          |                                               | 539                                           | 539                                           |
| 1735                                                                                         | 1735                                          |                                               | 721                                           | 721                                           |
| 1751                                                                                         | 1751                                          |                                               | 757                                           | 757                                           |
| 1780                                                                                         | 1780                                          |                                               | 838                                           | 838                                           |
| 1805                                                                                         | 1805                                          |                                               | 865                                           | 865                                           |
| 1830                                                                                         | 1830                                          |                                               | 1 145                                         | 1 145                                         |
| 1865                                                                                         | 1865                                          |                                               | 1 831                                         | 1 831                                         |
| 1880                                                                                         | 1880                                          |                                               | 1 683                                         | 1 683                                         |
| 1900                                                                                         | 1900                                          |                                               | 1 250                                         | 1 250                                         |
| Källa: Andersson Palm, Lennart (2000). Folkmängden i Sveriges socknar och kommuner 1571-1997 |                                               |                                               |                                               |                                               |

Befolkningen ökade från 850 1810 till 1781 1870 varefter den minskade till 495 1990.

## Namnet
Namnet skrevs 1391 Häida innehåller hed i betydelsen 'obebodd, skoglös och jämn sträckning' troligen syftande på området där kyrkan ligger.